# Sebastian Kurz

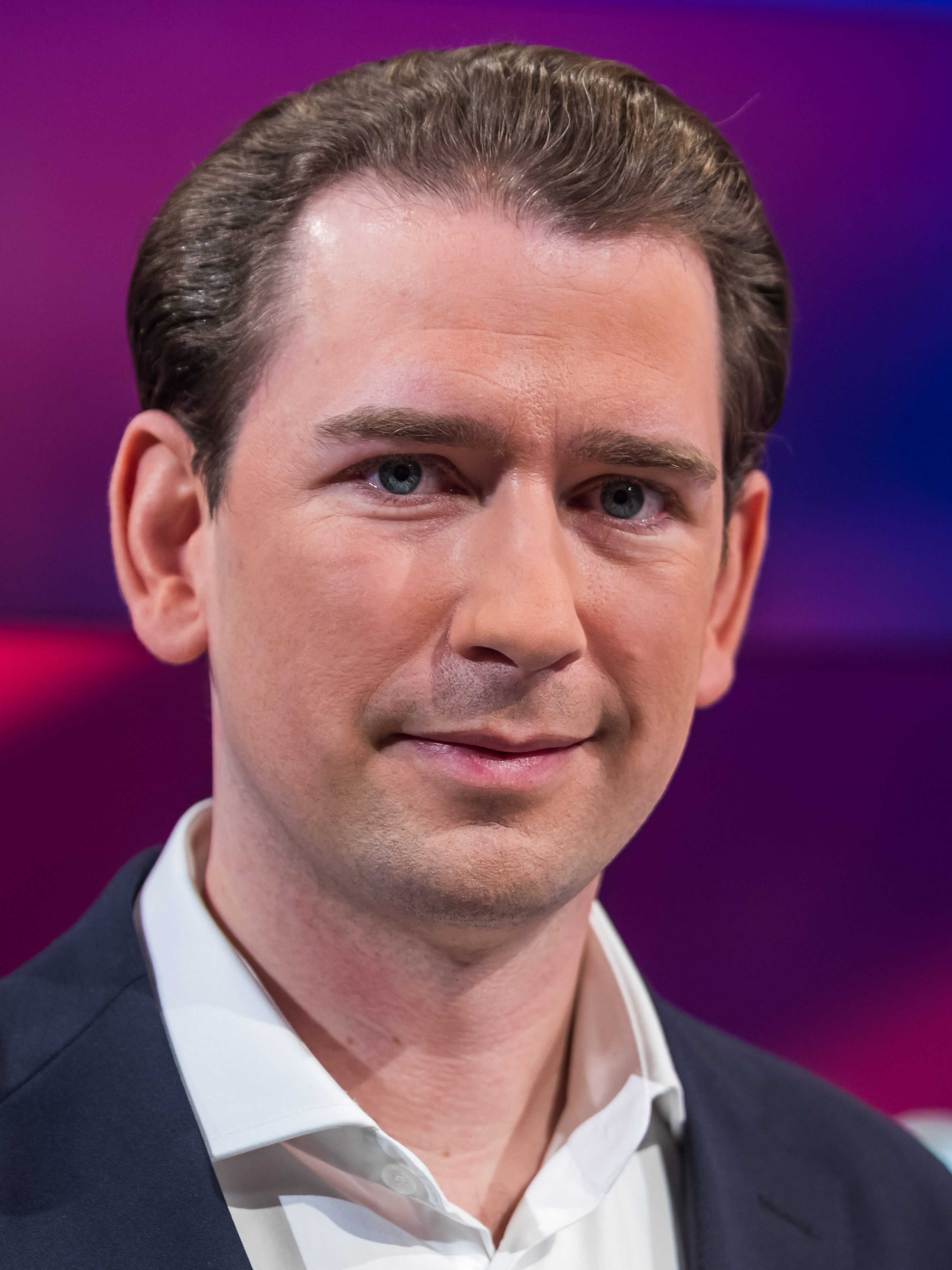
Sebastian Kurz (2024)

Sebastian Kurz (* 27. August 1986 in Wien) ist ein ehemaliger österreichischer Politiker (ÖVP). Er war zweimal (von Dezember 2017 bis Mai 2019 und von Jänner 2020 bis Oktober 2021) Bundeskanzler der Republik Österreich – 17 Monate in einer Koalition mit der FPÖ und 21 in einer mit den Grünen. Zuvor war er von Dezember 2013 bis Dezember 2017 österreichischer Außen- und Integrationsminister. Von Mai 2017 bis Dezember 2021 fungierte er als Parteiobmann der ÖVP.
Ermittlungen der Wirtschafts- und Korruptionsstaatsanwaltschaft wegen Korruptionsverdachts führten 2021 zu seinem Rückzug von allen politischen Ämtern. Im Mai 2025 wurde er rechtskräftig vom Vorwurf der Falschaussage vor dem Ibiza-Untersuchungsausschuss freigesprochen. Ermittlungen wegen anderer Vorwürfe gegen ihn (Verdacht des Erkaufens positiver Berichterstattung vom Boulevard mit Steuergeldern) sind aber noch offen.
Nach seiner politischen Laufbahn übernahm Kurz 2022 einen Posten bei Thiel Capital in den USA und ist als Investor und Unternehmer tätig. Seit 2022 arbeitet er auch für den emiratischen Ölkonzern Abu Dhabi National Oil Company, für den Staatsfonds Mubadala sowie für eine Informationssicherheits-Firma in Israel. Gemeinsam mit dem österreichischen Investor Alexander Schütz gründete er Gemeinschaftsunternehmen.

## Familie und Ausbildung
Kurz ist der Sohn des Ingenieurs Josef Kurz und der Lehrerin Elisabeth Kurz, geb. Döller. Die Großmutter mütterlicherseits, Magdalena Müller, eine Donauschwäbin aus Temerin (Batschka, heute Vojvodina, Serbien), siedelte sich nach Vertreibung und Flucht mit ihrer Familie Ende 1944 im niederösterreichischen Zogelsdorf, einer Katastralgemeinde der Gemeinde Burgschleinitz-Kühnring, an und heiratete dort den Landwirt Alois Döller.
Während seiner Kindheit verbrachte Kurz den Großteil der jeweiligen Ferien bei den Großeltern in Zogelsdorf. 2017 wurde ihm die Ehrenbürgerschaft von Burgschleinitz-Kühnring verliehen.
In den 1990er-Jahren nahm seine Familie eine Flüchtlingsfamilie aus Jugoslawien auf. Von 1992 bis 1996 besuchte Kurz die Volksschule (Grundschule) in der Anton-Baumgartner-Straße in Wien-Liesing, danach das Bundesgymnasium und Realgymnasium Erlgasse in Wien, wo er 2004 die Matura mit Auszeichnung ablegte.
Im Anschluss leistete er bis 2005 seinen Präsenzdienst beim österreichischen Bundesheer in der Maria-Theresien-Kaserne. Ab 2005 studierte Kurz an der Rechtswissenschaftlichen Fakultät der Universität Wien Rechtswissenschaften, verließ sie allerdings ohne Abschluss und ging in die Politik.
Kurz ist seit der gemeinsamen Schulzeit mit der Wirtschaftspädagogin Susanne Thier liiert. Am 27. November 2021 wurde ein gemeinsamer Sohn geboren, im Mai 2025 folgte ein weiterer Sohn.

## Politische Laufbahn
Sebastian Kurz war Berufspolitiker ab 2010, als er mit 24 Jahren in den Wiener Gemeinderat und Landtag einzog. Zuvor hatte er in keinem anderen Beruf gearbeitet.

### Parteifunktionen
Kurz war ab 2003 Mitglied der Jungen Volkspartei (JVP). Er wurde von Markus Figl protegiert.
Von 2008 bis 2012 war er Obmann der JVP Wien. 2009 wurde er mit 99 Prozent der Delegiertenstimmen zum Bundesobmann der JVP gewählt, 2012 erhielt er bei seiner Wiederwahl 100 Prozent.
Im Jahr 2017 übergab er das Amt des Bundesobmannes der Jugendorganisation mit einer Mitgliederanzahl von 105.000 Personen an den Juristen Stefan Schnöll.
Von 2009 bis 2016 war er Landesparteiobmannstellvertreter der ÖVP Wien.
Als Obmann der JVP Wien startete er im Jugendwahlkampf zur Landtags- und Gemeinderatswahl in Wien 2010 die Kampagne Schwarz macht geil und ließ einen als „Geilomobil“ bezeichneten Hummer durch Wien fahren.

### Integrationsstaatssekretär (2011 bis 2013)
Von 2010 bis 2011 war Kurz Abgeordneter zum Wiener Gemeinderat und Landtag, bevor er im Juni 2011 im Rahmen einer Kabinettsumbildung als Integrationsstaatssekretär des Bundesministeriums für Inneres vorgestellt wurde. Kurz sah die Einbeziehung und den Dialog mit den Religionsgemeinschaften als bedeutsam für die Integration an.
Als Staatssekretär unterbreitete Kurz mehrere Vorschläge, zum Beispiel ein zweites verpflichtendes Kindergartenjahr für Kinder mit Sprachdefiziten.  2011 entstand als gemeinsame Kampagne des Integrationsstaatssekretariats mit dem Österreichischen Integrationsfonds (ÖIF) und dem Unterrichtsministerium die Kampagne ZUSAMMEN:ÖSTERREICH.
Damit sollten die Identifikation von Zuwanderern mit der österreichischen Landschaft und Kultur gefördert und Werte wie Religionsfreiheit und Demokratie vermittelt werden.
So genannte „Integrationsbotschafter“ wurden in Schulen geschickt, um mit Migranten über deren Identifikation mit dem Land Österreich zu diskutieren.
Unter diesen „Integrationsbotschaftern“ waren unter anderen Arabella Kiesbauer, der Thaiboxer Fadi Merza und die Rechtsanwältin Kazim Yilmaz. Auch Kurz war bei manchen Schulbesuchen dabei.
Insgesamt waren mehr als 300 „Integrationsbotschafter“ in ganz Österreich unterwegs.

### Außenminister (2013 bis 2017)

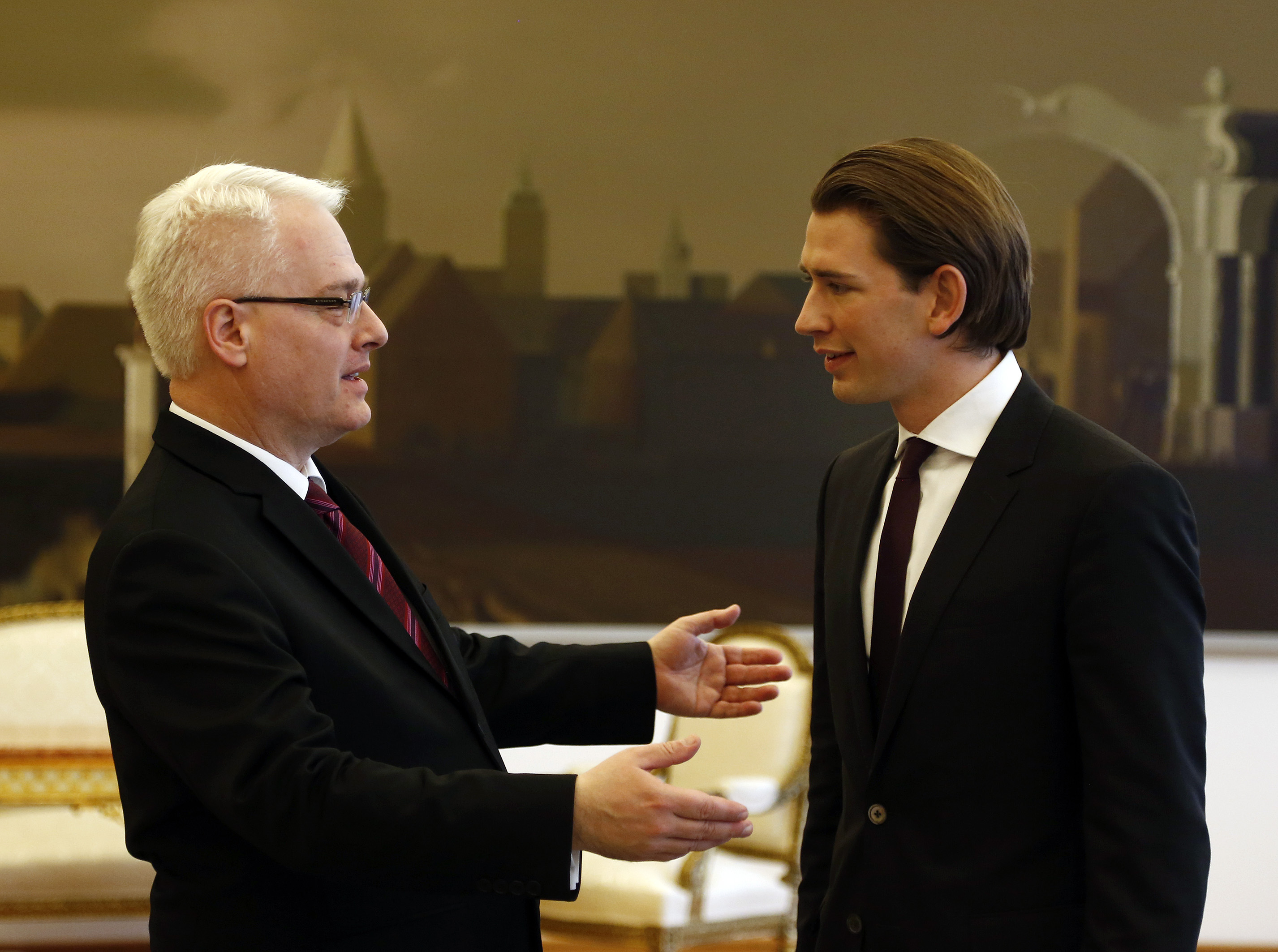
Kurz mit Ivo Josipović bei seinem ersten Auslandsbesuch als Außenminister in Kroatien (2013)

Nach der Nationalratswahl in Österreich 2013 wurde Kurz im Dezember des Jahres mit 27 Jahren als jüngster Außenminister in der österreichischen Geschichte (ab 1. März 2014) von Bundespräsident Heinz Fischer als Bundesminister für Europa, Integration und Äußeres angelobt. Sein Vorgänger war Michael Spindelegger, der ins Finanzministerium wechselte. Im März 2014 wurde dem Portefeuille auch der Bereich „Integration“ übertragen. Als einen seiner persönlichen Arbeitsschwerpunkte bezeichnete er die Beziehungen zum Westbalkan, weshalb er seinen ersten Auslandsbesuch als Außenminister in Kroatien absolvierte.
Ein gutes Verhältnis zu Israel sei ihm „aus historischer Verantwortung“ und wegen einer positiven Zusammenarbeit der Israelitischen Kultusgemeinde im Integrationsbereich sehr wichtig.
Bei einem Besuch in Belgrad am 26. Februar 2014 bekräftigte er die weitere Unterstützung Österreichs für den Beitritt Serbiens zur Europäischen Union, auch wegen eines wirtschaftlichen und politischen Interesses Österreichs. Mit Serbiens Ministerpräsident Aleksandar Vučić sprach er auch über die weitere Zukunft von Bosnien und über die Beziehungen zwischen Österreich und Serbien im historischen Kontext.
Im November 2014 wurde eine mit dem Hashtag #stolzdrauf betitelte Kampagne vorgestellt. In sozialen Netzwerken sollten Nutzer mit Fotos zeigen, worauf man in Österreich stolz sei.
Die Kampagne, die eigentlich zu mehr Gemeinschaftsgefühl in Österreich beitragen sollte, entwickelte sich jedoch zu einer polarisierten Debatte.
Vor allem auf Twitter wurden kritische oder sarkastische Kommentare abgegeben. Unterstützer der Kampagne waren Persönlichkeiten wie die Muslimin und ehemalige Miss Austria Amina Dagi oder der Musiker Andreas Gabalier. An der Kampagne beteiligten sich auch Bundespräsident Heinz Fischer, Austrian Airlines, die Israelitische Kultusgemeinde und die Islamische Glaubensgemeinschaft.
Nach einem Bericht der Frankfurter Allgemeinen Zeitung (FAZ) störte sich die politische Linke vor allem am volkstümelnden Andreas Gabalier, während die politische Rechte eine Kopftuchträgerin oder einen „Tschuschn“ nicht als „wirkliche Österreicher“ anerkennen wollte. Die rechtsradikale Identitäre Bewegung störte deshalb auch die Pressekonferenz zur Vorstellung der Aktion.
Kritisch angemerkt wurden auch die Kosten des Außenministeriums von 326.029 Euro und 120.000 Euro des ÖIF in den fünf bis sechs Wochen zur Bewerbung der Kampagne, wovon 55 Prozent in Zeitungsinserate bei Boulevard- oder Gratiszeitungen flossen.
Im Juni 2015 schlug Kurz vor, die Familienbeihilfe für in Österreich arbeitende EU-Bürger, deren Kinder im Herkunftsland leben, auf das Preisniveau des Herkunftslandes anzugleichen. Zuwanderer aus anderen EU-Staaten sollten zudem erst einige Jahre in das österreichische Sozialsystem eingezahlt haben, bevor sie anspruchsberechtigt würden. Die SPÖ sprach sich gegen die Pläne aus, erklärte aber, dass es bei der Familienbeihilfe Missbrauch gebe, der besser kontrolliert werden müsse.
Die FPÖ begrüßte die Vorschläge. Die Grünen warfen Kurz und der ÖVP vor, „die Hasspolitik der FPÖ“ zu übernehmen.
Kurz präsentierte Ende Juni 2015 seinen Plan, Österreichs Botschaften in Malta, Lettland, Litauen und Estland bis Herbst 2018 zu schließen. Gleichzeitig sollten neue Botschaften in Belarus, Moldau, Georgien, Katar und Singapur eröffnet werden. Ferner sah sein Plan ein weiteres Generalkonsulat in China vor. Finanzielle Einsparungen wollte er durch den Verkauf von nicht mehr benötigten Immobilien und durch die Zusammenlegung von Vertretungen erreichen.
Nach der Absage der Stadt Wien für die 2014 abgesprochene Absicht, an Ednan Aslan ein Forschungsprojekt über islamische Kindergärten in Wien zu vergeben, übernahm das Integrationsministerium die Beauftragung allein.
Die Ende 2015 veröffentlichte Vorstudie kam zu dem Ergebnis, dass in den untersuchten Einrichtungen salafistische Tendenzen zu Tage träten und die Verbreitung islamistischer Ideologien beobachtbar sei. Dadurch alarmiert wurde zwischen der Stadt Wien und dem Integrationsministerium vereinbart, eine flächendeckende, umfassende wissenschaftliche Studie durchführen zu lassen. Außerdem kontrollierte die Stadt Wien diese Kindergärten vermehrt. Im Juni 2017 forderte Kurz, islamische Kindergärten generell zu schließen, da sie sich sprachlich und kulturell von der Mehrheitsgesellschaft abgeschottet hätten.
Bezüglich der 2015 veröffentlichten Vorstudie kam es zu einer handfesten Kontroverse, kurz nachdem die Wochenzeitung Falter den Vorwurf erhoben hatte, die Integrationsabteilung des Ministeriums habe die Vorstudie aus politischen Gründen „an vielen Stellen inhaltlich und nicht nur formal“ verändert. Aslan betonte daraufhin, dass er zu der veröffentlichten Studie stehe, und die vom Falter veröffentlichten Faksimiles belegten zwar Abänderungen, die erhobenen schweren Vorwürfe ließen sich davon allerdings nicht ableiten. Eine Überprüfung der Studie wurde von der Universität Wien veranlasst.
Im Jänner 2016 sagte Kurz in einem Interview mit der Tageszeitung Die Welt in Hinblick auf die Grenzsicherung Österreichs: „Es ist nachvollziehbar, dass viele Politiker Angst vor hässlichen Bildern bei der Grenzsicherung haben. Es kann aber nicht sein, dass wir diesen Job an die Türkei übertragen, weil wir uns die Hände nicht schmutzig machen wollen. Es wird nicht ohne hässliche Bilder gehen.“
Der letzte Teil des Zitats wurde von dem grünen EU-Parlamentarier Michel Reimon in der Folge als Bildunterschrift zu einem Foto des verstorbenen Flüchtlingsbuben Aylan Kurdi verwendet und auf Facebook verbreitet. Reimon bezeichnete Kurz auch als menschenverachtenden Zyniker. Ein ÖVP-Sprecher bezeichnete es in diesem Zusammenhang als „verabscheuungswürdig, wie die Grünen den Tod von diesem kleinen Buben für Parteipolitik ausnutzen“. Aylan sei zu einer Zeit umgekommen, „als es noch keine Grenzschließungen, sondern eine Politik der falschen Hoffnungen“ gegeben habe.
Im Februar 2016 nahmen Kurz und Innenministerin Johanna Mikl-Leitner als Vertreter Österreichs an der in Wien stattfindenden Westbalkan-Konferenz teil. Die Konferenz wurde zunächst von der EU scharf kritisiert, die daraus resultierende Sperre der Balkanroute jedoch kurz darauf durch die EU offiziell anerkannt.
Das vom Integrationsministerium präsentierte Anerkennungs- und Bewertungsgesetz wurde im Juli 2016 beschlossen. Damit sollte die Anerkennung im Ausland erworbener Qualifikationen, etwa auch die Übertragung von Bildungszertifikaten, vereinfacht werden.
Während der Gedenkfeiern und Militärparaden zum Ende des Zweiten Weltkriegs besuchte Kurz am 5. Mai 2015 zuerst Belarus, dann den russischen Außenminister Sergei Lawrow in Moskau. Er bezeichnete die Annexion der Krim 2014 und die Unterstützung der ostukrainischen Separatisten als „völkerrechtswidrig“. Eine Aufweichung der EU-Sanktionen könne es ohne eine Verbesserung der Lage dort und ohne die Umsetzung des Abkommens Minsk II nicht geben. Aber Frieden könne „nicht gegen, sondern nur mit Russland“ gemacht werden. Das Blockdenken in Europa gehöre „zurück in die Geschichtsbücher“. Im Juni 2016 griff er den zuvor vom deutschen Außenminister Frank-Walter Steinmeier aufgebrachten Vorschlag auf, im Gegenzug zu von Russland eingehaltenen Vereinbarungen aus dem Minsker Abkommen die Sanktionen schrittweise zurückzunehmen.
Im November 2016 bedankte sich Kurz in Funktion als Vertreter der Europäischen Volkspartei bei einem Wahlkampfauftritt der mazedonischen Schwesterpartei VMRO-DPMNE für die Unterstützung bei der Schließung der Westbalkanroute. Der Auftritt wurde auch als indirekte Wahlkampfhilfe kritisiert.
Angesichts der Flüchtlingskrise führte das Integrationsministerium Werte- und Orientierungskurse in allen Bundesländern ein.
Im März 2017 kritisierte Kurz die Rettungsaktionen von Hilfsorganisationen als „NGO-Wahnsinn“, da diese Aktionen dazu führen würden, dass mehr Flüchtlinge im Mittelmeer sterben anstatt weniger. Wiederholt forderte Kurz, die im Mittelmeer geretteten Flüchtlinge nicht mehr auf das italienische Festland zu bringen, sondern nach australischem Vorbild zu stoppen und in Flüchtlingszentren außerhalb der EU zurückzustellen.
Unterstützt wurde er in seiner Kritik von der EU-Grenzschutzagentur Frontex, während die Hilfsorganisationen die Kritik zurückwiesen. Im März 2017 wurde das Integrationsgesetz im Ministerrat angenommen und im Mai 2017 im Nationalrat beschlossen. Es enthält einen Rechtsanspruch auf einen Deutschkurs, zugleich Mitwirkungspflicht bei Sprach- und Wertekursen, und verbietet die Teilnahme an Koranverteilungskampagnen im öffentlichen Raum durch Salafisten. Ein Verbot der Vollverschleierung im öffentlichen Raum wurde im Anti-Gesichtsverhüllungsgesetz geregelt. Das Integrationsgesetz wurde entsprechend der Vorlage der Bundesregierung durch ein Integrationsjahrgesetz ergänzt.
Die verpflichtende gemeinnützige Arbeit von subsidiär Schutzberechtigten, Asylberechtigten und Asylwerbern mit guten Anerkennungschancen wurde im Integrationsjahrgesetz geregelt und wird als „Arbeitstrainings, die im Interesse des Gemeinwohls liegen“, bezeichnet. Die gemeinnützige Arbeit kann bis zu zwölf Monaten dauern und wird von Zivildienst-Trägerorganisationen durchgeführt. Teilnehmer des Integrationsjahres erhalten auch eine „Integrationskarte“, die als eine Art Zeugnis dienen soll.
Im Mai 2017 wurde Kritik der Integrationsbotschafter an Kurz’ Politik laut. Einer Befragung des Migranten-Magazins Bum Media zufolge sind zwei Drittel der Integrationsbotschafter nicht mit der Politik oder einzelnen Punkten seiner Politik einverstanden (allen voran das geforderte Kopftuchverbot im öffentlichen Dienst). Das Medium gab an, dass von den 350 vom Außenministerium angegebenen Integrationsbotschaftern nur 68 auf der Webseite aufzufinden waren.
In Kurz’ Amtszeit als Außenminister wurde vereinbart, die Mittel für bilaterale Entwicklungszusammenarbeit bis 2021 von zirka 75 auf zirka 150 Millionen Euro zu erhöhen.
Das im März vereinbarte EU-Türkei-Abkommen zur Flüchtlingskrise bezeichnete Kurz als notwendig. Er trat aber dafür ein, der Türkei dabei nur möglichst wenige Aufgaben zu überlassen, etwa bei der „Rückstellung von Flüchtlingen“. Zur Sicherung der EU-Außengrenze sei hier Griechenland stärker in die Pflicht zu nehmen. Er verstehe, dass viele Politiker Angst vor „hässlichen Bildern“ bei der Grenzsicherung hätten. Es könne aber nicht sein, dass die EU diese Aufgabe an die Türkei übertrage, weil man sich „die Hände nicht schmutzig machen“ wolle. Kurz sagte, es werde nicht ohne „hässliche Bilder“ gehen.
Ende 2016 wurde bekannt, dass das Außenministerium dem Verein Südwind Entwicklungspolitik die Förderung für das seit 1979 monatlich erscheinende Südwind-Magazin gestrichen hatte. Dieser Schritt sorgte für Kritik von verschiedenen Seiten, da er das Überleben des Magazins gefährde. Der Herausgebervertreter des Südwind-Magazins hielt das Einstellen der Förderung „politisch für dumm“. Eine Internet-Petition gegen die Ablehnung der Förderung wurde daraufhin gestartet.
Kurz hielt die jährlichen Ansprachen des Außenministers vor der Generalversammlung der Vereinten Nationen beziehungsweise dem UN-Sicherheitsrat und nahm am 28. April 2015 an der Überprüfungskonferenz des Atomwaffensperrvertrages teil. Er sprach sich dabei u. a. für nukleare Abrüstung und den Schutz verfolgter Christen aus.

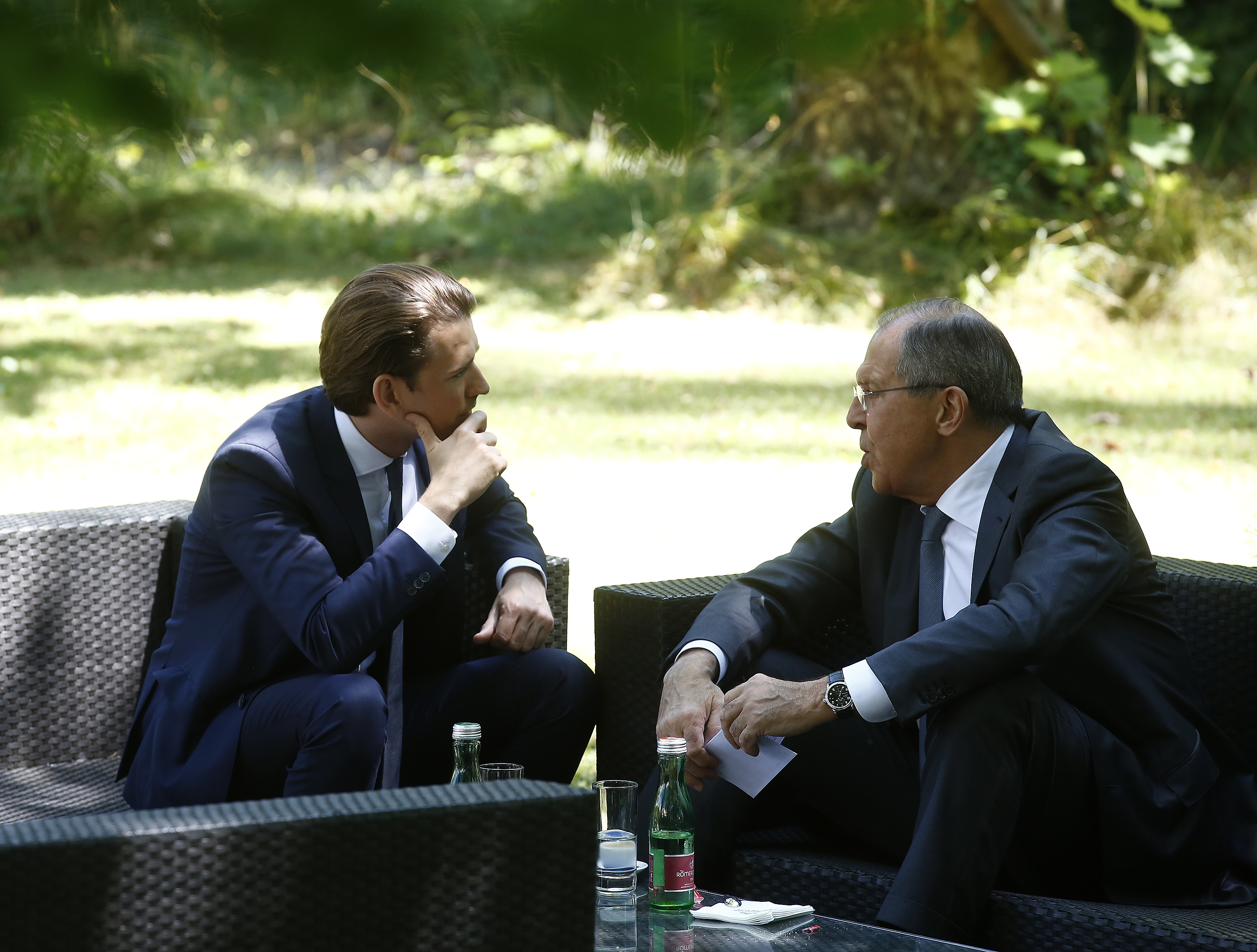
Sebastian Kurz im Gespräch mit dem russischen Außenminister Sergei Lawrow beim OSZE-Gipfel in Mauerbach (2017)

Als österreichischer Außenminister übernahm Kurz im Jänner 2017 für ein Jahr den Vorsitz der Organisation für Sicherheit und Zusammenarbeit in Europa (OSZE). In den ersten Tagen besuchte er in dieser Funktion das umkämpfte Gebiet der Ostukraine. Im Zusammenhang mit den EU-Sanktionen gegen Russland schlug er ein „System des Zug-um-Zug-Geschäfts“ vor.
Eine schrittweise Aufhebung der Sanktionen im Gegenzug für Fortschritte im Ukraine-Konflikt könne nämlich eine „positive Dynamik“ auslösen. Während es von der OSZE als Erfolg gewertet wurde, dass die OSZE-Beobachtungsmission in der Ostukraine verlängert werden konnte, gab es auch Kritik an der Themensetzung seiner Amtsführung, die Christian Nünlist zufolge als teils zu sehr an seinen persönlichen innenpolitischen Interessen in Österreich orientiert bewertet wurde. Als Vorsitzender der OSZE lud Kurz am 11. Juli 2017 zu einem OSZE-Gipfel in Mauerbach.
Am 18. Dezember 2017 übergab er das Außenministerium an die von der FPÖ nominierte Karin Kneissl.
Rezeption
Die Frankfurter Allgemeine Zeitung bewertete Kurz im Rahmen seines ersten offiziellen Besuches in der deutschen Hauptstadt Berlin als „höchst eloquent“, „prägnant“ und um „keine Antwort verlegen“. Die Deutsche Presse-Agentur sah im Dezember 2014 Kurz als einen von „sieben Gewinnern auf der politischen Weltbühne 2014“.
Franz Schandl bezeichnete im März 2016 in der linksliberalen Zeitung der Freitag Kurz als jemanden, der ein „freundliches Gesicht“ aufziehe, die inhaltlichen Unterschiede zu den rechtspopulistischen Konkurrenten seien jedoch „marginal“.
Anna von Bayern schrieb im Juli 2016 im Focus, man merke dem Außenministerium ein neues Selbstbewusstsein an, Kurz habe ihm neue Relevanz verliehen. Wien sei ein Ort des Dialoges geworden, zuerst mit dem Ukraine-Gipfel 2014, später bei Verhandlungen zum Atom-Deal mit dem Iran.
Im Herbst 2015 begannen in Wien die Syrien-Gespräche.
Das US-Nachrichtenmagazin Time listete Kurz im Jahr 2017 als einen von zehn „Next Generation Leaders“. Der „Staatsmann der neuen Art“ habe einen neuen Weg gefunden, um mit der Flüchtlingskrise umzugehen. Der „pragmatische Weg“ habe funktioniert und wurde von anderen europäischen Politikern übernommen.
Christoph Stölzl beschrieb Kurz im Juli 2017 in der Zeitschrift Cicero als „charismatische Figur“ im Gegensatz zu den „oftmals naiven, alles Multikulturelle grundsätzlich positiv sehenden deutschen Eliten, die sich der Gnade der späten Geburt erfreuen“.

### Bundesparteiobmann der ÖVP (2017)
Während der Obmannschaft Reinhold Mitterlehners galt es in der Partei und in den Medien als wahrscheinlich, dass Kurz noch vor der Wahl zum 26. Nationalrat die Partei übernehmen und als Spitzenkandidat der ÖVP antreten würde. Die Tageszeitung Kurier spekulierte schon 2014 über einen allfälligen Spitzenkandidaten Kurz für die nächste Wahl.
Der als Parteiobmann eingesetzte Reinhold Mitterlehner wurde in parteiinterne Konflikte verstrickt. Laut einem Bericht der Wochenzeitung Falter wurde 2016 mit der Erarbeitung eines Konzepts zum Koalitionsbruch und der Positionierung von Kurz als Spitzenkandidat begonnen.
Anfang Mai 2017 eskalierte ein Konflikt zwischen Teilen der ÖVP und der SPÖ. Die ÖVP veröffentlichte eine Broschüre, die Christian Kern in die Nähe sowjetischer Ideologie zu stellen versuchte. Innenminister Wolfgang Sobotka warf Kern gleichzeitig „Versagen als Kanzler“ vor. Von Seiten der SPÖ wurden Kurz und Sobotka daraufhin als „Zentrum eines Intrigantenstadels, der (…) kein Interesse an konstruktiver Regierungsarbeit habe“ verortet. Ebenso kritisierte die SPÖ Kurz’ häufige Abwesenheit beim Ministerrat. Nachdem Mitterlehner die Abberufung Sobotkas als Innenminister angestrebt hatte, forderte Kurz Mitterlehner zur Unterstützung seines Konfrontationskurses mit der SPÖ auf.
Am 10. Mai 2017 kündigte Mitterlehner seinen Rücktritt sowohl von seinen Regierungsämtern als Minister und Vizekanzler als auch als Bundesparteiobmann an. Der Parteivorstand der ÖVP bestimmte Kurz daraufhin am 14. Mai zum designierten Bundesparteiobmann. Die Nachfolge Mitterlehners auch in der Funktion des Vizekanzlers anzutreten lehnte er ab. Im Vorfeld der Bestellung zum Parteiobmann stellte er dem Bundesvorstand der ÖVP sieben Bedingungen, die in Teilen bereits vor seiner Bestellung beschlossen und statutarisch verankert worden waren. Informell vereinbarte Neuerungen waren ein Vetorecht des Parteiobmanns gegen Kandidaten aus den Landesorganisationen auf Bundesebene und seine freie Hand bei der Erstellung der Bundesliste. Der Falter berichtete, dass Kurz bereits vor Übernahme der Partei bei Industriellen „vorgefühlt“ habe, ob diese seine Wahlkampagne finanziell unterstützen würden, woraufhin diese angeblich mehrere Millionen Euro in Aussicht gestellt hätten.

### Nationalratswahl 2017
Am 1. Juli 2017 wurde Kurz beim Bundesparteitag mit 98,7 Prozent der Delegiertenstimmen zum neuen ÖVP-Vorsitzenden gewählt. Damit erreichte er fast so viele Prozente wie sein Vorgänger Reinhold Mitterlehner, der 2014 auf 99,1 Prozent der Stimmen gekommen war. Im Wahlkampf, der sich auf die Person Kurz und dessen Darstellung als „Messias der ÖVP“ konzentrierte, überschritt die ÖVP die gesetzlich zulässige Wahlkampfkostengrenzen von 7 Millionen Euro um 6 Millionen Euro und musste deshalb mit Strafzahlungen von bis zu einer Million Euro rechnen.

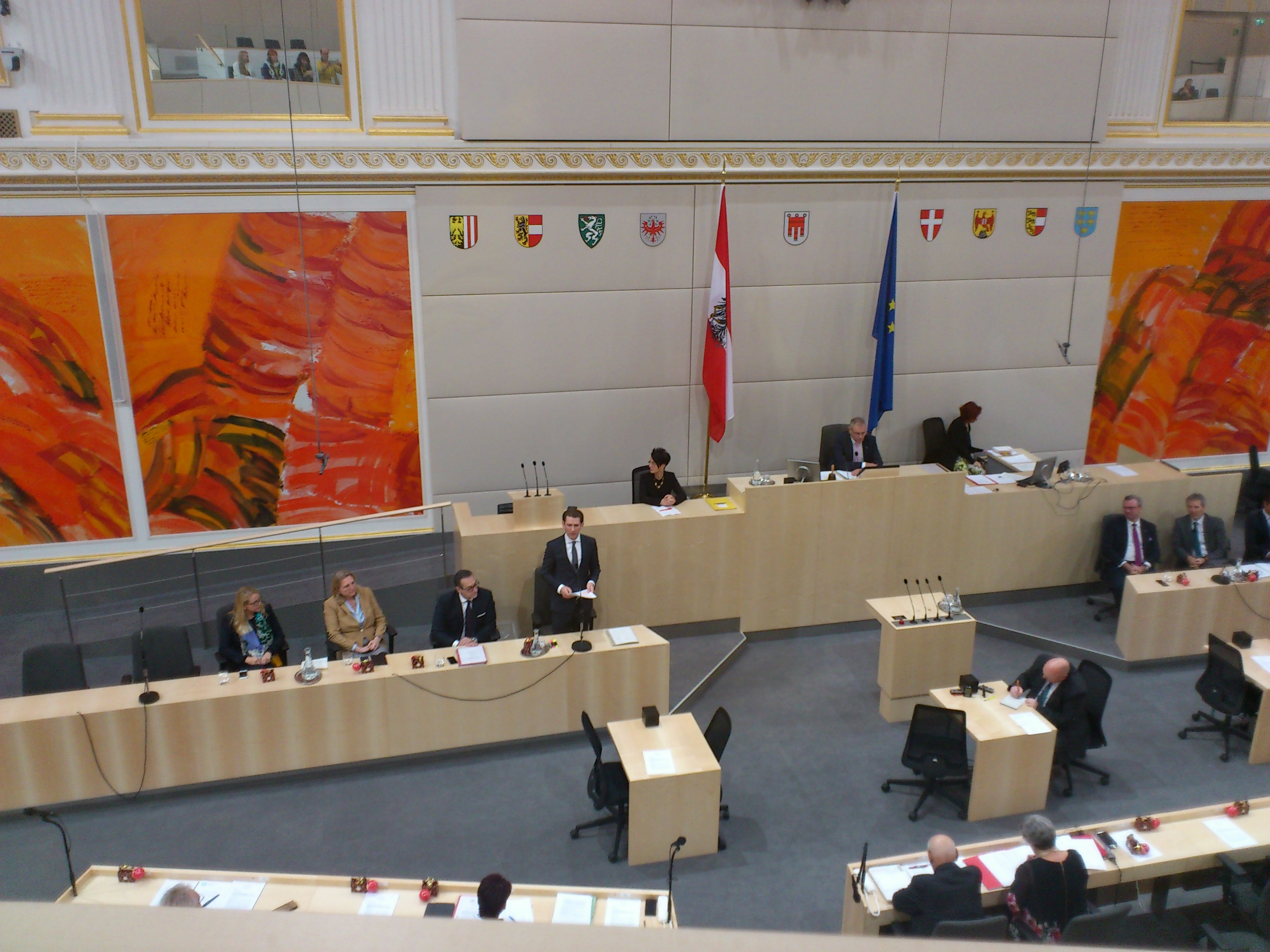
Am 22. Dezember 2017 stellte Sebastian Kurz als neuer Bundeskanzler das Regierungsprogramm im Bundesrat vor.

Aus der Nationalratswahl in Österreich 2017 ging die ÖVP unter dem Listennamen „Liste Sebastian Kurz – die neue Volkspartei (ÖVP)“ mit ihm als Spitzenkandidaten mit 31,5 Prozent als stimmenstärkste Partei hervor, woraufhin er nach Vorliegen des Endergebnisses der Wahl am 20. Oktober 2017 als ÖVP-Parteichef von Bundespräsident Van der Bellen mit der Erstattung von Vorschlägen für die Bildung einer neuen Bundesregierung beauftragt wurde.
Nach Sondierungsgesprächen mit allen Parlamentsparteien lud Kurz am 24. Oktober 2017 die FPÖ zu Regierungsverhandlungen ein.
Am 8. November 2017 wählte der ÖVP-Parlamentsklub Kurz für die Zeit bis zum Abschluss der Regierungsbildung mit 97,5 Prozent der Stimmen zum Klubobmann. Die Einigung auf eine Koalitionsregierung wurde am 15. Dezember 2017 von ihm gemeinsam mit FPÖ-Obmann Heinz-Christian Strache bekannt gegeben.
Am 18. Dezember wurde er vom Bundespräsidenten zum Bundeskanzler ernannt und angelobt. Mit 31 Jahren wurde er damit weltweit der jüngste amtierende Regierungschef.
Rezeption
Eric Frey schrieb in der österreichischen Tageszeitung Der Standard im Hinblick auf die Nationalratswahl in Österreich 2017, dass das „Misstrauen“ der Standard-Redaktion gegenüber Kurz überwiege. Das liege daran, dass Kurz einen „Ausländerwahlkampf“ führe, Probleme auf das Thema der Zuwanderung reduziere und den „strengen Gesetzeshüter“ markiere. Frey ist aber auch der Meinung, dass es Gründe für Zustimmung gebe. Kurz sei eine „wirksame Antwort“ gegenüber Populisten wie „Haider, Strache und Co“. Kurz würde die Mehrheitsmeinung, wonach Zuwanderung strenger kontrolliert werden müsste, „ohne Hetze und Polemik“ vortragen. Kurz sei ein entscheidungsstarkes Naturtalent mit „hoher sozialer und analytischer Intelligenz“.
Die Rheinische Post schrieb zwei Tage vor der Wahl: „Im direkten Kontakt mit Anhängern ähnelt Kurz stark Jörg Haider, dem legendären Rechtspopulisten, der vor rund 30 Jahren auszog, das ewig rot-schwarze Proporzsystem zu zerstören – und letztlich scheiterte. Welche Veränderungen Kurz will, wurde in diesem Wahlkampf nicht klar. Klar ist nur, er will Österreichs jüngster Kanzler werden. So fordert er schon mal nach deutschem Vorbild eine Richtlinienkompetenz, der sich Minister gegebenenfalls unterordnen müssten.“
Die Welt beschrieb Kurz am Tag seines Wahlsiegs als „konservativ-liberalen, europäisch gesinnten Politiker“, dessen Aufstieg in vieler Hinsicht dem von Präsident Emmanuel Macron ähnelte. Die Schließung der Balkanroute sei ein diplomatisches Meisterstück gewesen.

### Erste Amtszeit als Bundeskanzler (2017 bis 2019)
Kurz war der erste Bundeskanzler Österreichs, der seinen Antrittsbesuch nicht in der Schweiz oder, wie Alfred Gusenbauer, in Deutschland machte. Seine erste Auslandsreise unternahm er am 18. Dezember 2017 nach Brüssel, wo er sich mit EU-Kommissionspräsident Jean-Claude Juncker und EU-Ratspräsident Donald Tusk traf. Von den Lesern der Zeitschrift Deutsche Sprachwelt wurde er zum Sprachwahrer des Jahres 2018 gewählt.
Im Juli 2019 kam ein Mitarbeiter von Kurz durch die Vernichtung von Datenträgern aus dem Kanzleramt, der sogenannten Schredder-Affäre, zu medialer Aufmerksamkeit. Das Schreddern von Datenträgern ist an sich legitim, der Vorgang und der Ablauf sowie die Durchführung unter falschem Namen wurden jedoch von der Staatsanwaltschaft Wien auf strafrechtliche Relevanz geprüft. Ein Ermittlungsverfahren der Wirtschafts- und Korruptionsstaatsanwaltschaft (WKStA) wurde gegen ihren Willen auf Weisung der Oberstaatsanwaltschaft Wien in allen Punkten eingestellt.
Kurz’ Nicht-Reagieren auf Skandale rund um die FPÖ führte zur Anwendung des ursprünglich auf Wolfgang Schüssel geprägten Begriffs Schweigekanzler auch auf ihn. Im Lauf des Jahres 2019 mehrten sich Neuwahlgerüchte. Das Wort Schweigekanzler wurde Österreichisches Wort des Jahres 2018.
Rezeption
In einem Kommentar von Edward Luce in der Financial Times zog er im Juni 2018 Parallelen aktueller politischer Entwicklungen in Europa und den Vereinigten Staaten zu jenen in den 1930er-Jahren. Dabei wurde Kurz unter anderem mit dem damaligen republikanischen US-Präsidenten Donald Trump und dem damaligen rechtspopulistischen italienischen Innenminister Matteo Salvini verglichen und als „Rechtsaußen-Kanzler“ (englisch: far-right chancellor) bezeichnet.
Für diese Zuschreibung kontaktierte die österreichische Botschaft in Washington den Autor des Artikels, da sie diese nicht als gerechtfertigt ansah.
Dieser änderte benannte Passagen in der entsprechenden Online-Ausgabe in „Österreichs Kanzler Sebastian Kurz, der eine Koalition anführt, die die extreme Rechte einschließt“.
Laut einem Artikel von Hans-Hermann Tiedje, der im August 2018 in der Neuen Zürcher Zeitung erschien, verkörperte der Bundeskanzler Österreichs Zuversicht, Dynamik, Eleganz und Entschlossenheit im Gegensatz zu der deutschen Kanzlerin Angela Merkel. Man sagte sogar, die Kanzlerin stehe für Stillstand. Er sei „souverän, auch Kritikern sympathisch, der deutschen Sprache mächtig. Wäre Kurz Deutscher, wäre er Kanzler oder kurz davor“.
Im Dezember 2018 wurde das Wort „Schweigekanzler“ in Anspielung auf die Politik von Kurz zum zweiten Mal zum Österreichischen Wort des Jahres gekürt. Laut der Jury vermeidet Kurz Reaktionen auf für ihn unangenehme Themen sowie auf Handlungen und Äußerungen von Mitgliedern der FPÖ, bei denen von der Öffentlichkeit eine klärende Aussage des Kanzlers erwartet werden dürfe.
Spiegel Online reihte Kurz auf Platz eins seines Rankings „Wer wird 2019 im Ausland wichtig?“. International habe Kurz für Aufmerksamkeit gesorgt, „weil er erst 32 Jahre alt ist und mit Rechtspopulisten regiert“. Sein rechtspopulistischer Koalitionspartner FPÖ habe die Grenzen des Sagbaren verschoben. „In Zukunft dürfte sich der Ton gegen Ausländer, Flüchtlinge und Migranten weiter verschärfen, denn Kurz lässt den Koalitionspartner FPÖ die schlimmen Dinge sagen, aber schweigt selbst dazu. Seine Popularitätswerte bleiben derweil hoch“, so die Erwartung gemäß Ranking.
Norbert Mappes-Niediek schrieb – nach der Ibiza-Affäre – in der Mittelbayerischen Zeitung, dass Kurz „wie kein anderer die Kunst der Inszenierung“ beherrsche. „Für Initiativen von außen, für Emotionen, für öffentliche Argumentation“ sei in seiner „PR-gesteuerten Regierungspolitik“ kein Platz. Mit seiner Selbstkontrolle sei Kurz „die genaue Gegenfigur zum schwadronierenden Strache in dem Video – zu dem von sich selbst besoffenen Schwätzer wohlgemerkt, nicht zu dem autoritären Demokratie-Verächter Strache […]“.
Christian Kern, der Amtsvorgänger von Kurz als Bundeskanzler, kritisierte ihn anlässlich der Schredder-Affäre heftig. Kurz hatte das Verhalten seines schreddernden Mitarbeiters in einem Fernsehgespräch verteidigt, das Schreddern von fünf Festplatten als „Schlamperei“ bezeichnet, aber „im Grunde […] ein normales Prozedere im Zuge eines Regierungswechsels“.
Kurz stellt fest: „Auch die Übergabe von Kern verlief so.“ Christian Kern reagierte heftig auf die „Unterstellung“, ebenfalls das Schreddern von Festplatten des Bundeskanzleramtes geduldet oder beauftragt zu haben. Diese Behauptung sei unrichtig, so Kern an Kurz – „und du weißt das“. Bei der Vernichtung der Festplatten handelte es sich allerdings um einen rechtskonformen Vorgang, der schon von der Bundesregierung Kern durchgeführt wurde.

### Misstrauensantrag und Wahlkampf (2019)
Im Mai 2019 zerfiel Kurz’ Regierung in Folge der Ibiza-Affäre. Medien spekulierten darüber, dass die ÖVP der FPÖ die Fortsetzung der Koalition unter der Bedingung des Rücktritts von Herbert Kickl angeboten haben soll. Kurz erklärte, nachdem ihm ein „zögerliches“ Reagieren vorgeworfen worden war, einen Tag nach der Veröffentlichung des sogenannten Ibiza-Videos die Aufkündigung der Koalition und schlug dem Bundespräsidenten vorgezogene Neuwahlen vor. Kurz schlug am 20. Mai 2019 dem Bundespräsidenten die Entlassung des Innenministers Kickl vor.
Nachdem alle Minister der FPÖ ihre Ämter niedergelegt hatten, schlug Kurz dem Bundespräsidenten eine Übergangsregierung vor, die am 22. Mai 2019 durch Alexander Van der Bellen ernannt wurde.
Am 27. Mai 2019 wurde diese Regierung, die im Parlament über keine Mehrheit verfügte, durch den ersten erfolgreichen Misstrauensantrag in der Zweiten Republik samt seinem Kabinett vom Nationalrat mit den Stimmen der Klubs von SPÖ, FPÖ und JETZT abgewählt.
Am 28. Mai 2019 wurde Kurz daher durch Bundespräsident Alexander Van der Bellen seines Amtes enthoben. Damit war Kurz zu dem Zeitpunkt der Kanzler mit der kürzesten Amtszeit.
Kurz weigerte sich, die Geschäfte auch nur interimsmäßig für einige Tage zu führen, positionierte sich nach seiner Amtsenthebung als Märtyrer des von ihm als illegitim dargestellten Misstrauensantrags und versuchte durch das Einnehmen einer Opferrolle, Kritik als unzulässigen Angriff darzustellen. Peter Filzmaier erklärte, er sehe im Wahlkampf die Inszenierung von Kurz als die eines „zu Unrecht Angegriffenen“, bei der „vielleicht nicht unerwünschter Nebeneffekt sei, dass dadurch die Differenzierung von gerechtfertigten Vorwürfen wie der Schredder-Affäre und den Angriffen eines Spinners schwieriger werde“.
Klaus Ottomeyer sagte, er sehe Ähnlichkeiten in der Inszenierung der Person von Kurz und der Jörg Haiders. Beide hätten sich „der klassischen Täter-Opfer-Umkehr“ bedient und sich als „einerseits der große Macher und dann der arme Bua, der jammert, dass alle so bös zu ihm sind,“ positioniert.
Am 29. Mai 2019 nominierte der Parteivorstand der ÖVP Kurz offiziell als Spitzenkandidaten für die Nationalratswahl in Österreich 2019.
Mit dem Spitzenkandidaten Kurz erreichte die ÖVP einen klaren Wahlsieg mit 37,5 Prozent der Stimmen. Kurz erhielt 155.803 Vorzugsstimmen und hatte damit als einziger Politiker eine sechsstellige Anzahl von Vorzugsstimmen.
Nach dem Wahlsieg erteilte ihm der Bundespräsident am 7. Oktober 2019 den Auftrag zur Regierungsbildung. Am 22. Oktober 2019 wurde Kurz vom ÖVP-Parlamentsklub einstimmig zum Klubobmann gewählt.

### Zweite Amtszeit als Bundeskanzler (2020 bis 2021)
Der Regierungsbildung in Österreich 2019 gingen zunächst Sondierungsgespräche der ÖVP unter Kurz’ Führung mit allen im Nationalrat vertretenen Parteien voraus. Nachdem diese nacheinander von der FPÖ, der SPÖ und den NEOS abgebrochen worden waren, kam es mit den Grünen zur Einigung auf die erste türkis-grüne Koalition auf Bundesebene. Mit der Bundesregierung Kurz II wurde er am 7. Jänner 2020 erneut als Bundeskanzler angelobt. Sein Nationalratsmandat übernahm Irene Neumann-Hartberger.
Als die Regierung kritisiert wurde, da wegen fehlender Bestellungen des Biontech-Pfizer-Impfstoffs der AstraZeneca-Ausfall nicht kompensiert werden könne, ließ Kurz Ende März 2021 verlautbaren, Verhandlungen mit Russland über Kauf und baldige Lieferung des Sputnik-Impfstoffs stünden kurz vor dem Abschluss; er habe mit dem russischen Botschafter geredet und mit Putin telefoniert und noch im April würden 300.000 Dosen geliefert. Allerdings erhielt Sputnik weder von der Europäischen Arzneimittel-Agentur die Zulassung noch eine nationale Notzulassung. Anfang Juni erklärte Kurz nach einer parlamentarischen Anfrage der NEOS schließlich, er habe mit der Impfstoffbeschaffung nichts zu tun. Im Mai 2021 blieb Kurz der offiziellen Feier zur Befreiung des ehemaligen Konzentrationslagers Mauthausen kommentarlos fern. Am nächsten Tag ließ der ÖVP-Abgeordnete Martin Engelberg verlauten, die Gedenkfeier werde „parteipolitisch missbraucht“.

### Strafrechtliche Ermittlungsverfahren
Am 12. Mai 2021 wurde bekannt gegeben, dass die Wirtschafts- und Korruptionsstaatsanwaltschaft (WKStA) nach einer Anzeige der NEOS Ermittlungen gegen Kurz und seinen Kabinettschef Bernhard Bonelli aufgenommen hat. Beide wurden der Falschaussage vor dem „Untersuchungsausschuss betreffend mutmaßliche Käuflichkeit der türkis-blauen Bundesregierung (Ibiza-Untersuchungsausschuss)“ verdächtigt und als Beschuldigte geführt. Inhalt der Ermittlungen waren Aussagen zu den Vorgängen um die Bestellung des Aufsichtsrats der Österreichischen Beteiligungs AG (ÖBAG). Kurz und Bonelli sollen den Untersuchungsausschuss unter Wahrheitspflicht stehend falsch informiert haben.
Kurz bestritt unter anderem in der ORF-Nachrichtensendung ZiB 2 am selben Abend in einem Interview mit Armin Wolf, die Unwahrheit gesagt zu haben, und beklagte, das einzige Ziel der Opposition sei es, ihn aus dem Amt zu befördern, obwohl nicht die Opposition, sondern die Staatsanwaltschaft ihn als Beschuldigten führte. Die sechs ÖVP-Landeshauptleute Wilfried Haslauer, Johanna Mikl-Leitner, Günther Platter, Hermann Schützenhöfer, Thomas Stelzer und Markus Wallner stellten sich am 13. Mai 2021 demonstrativ hinter ihn.
Der ehemalige ÖVP-Vorsitzende Reinhold Mitterlehner kritisierte Sebastian Kurz dagegen und attestierte ihm fehlenden Respekt gegenüber demokratischen und rechtlichen Institutionen.
Bereits am 18. Mai 2021 bekräftigte der Vorarlberger Landeshauptmann seinen Standpunkt und meinte, er könne sich unmöglich vorstellen, dass Kurz eine vorsätzliche Falschaussage im Untersuchungsausschuss gemacht hätte.
Die Präsidentin der österreichischen Richtervereinigung kritisierte Sebastian Kurz und die konservative ÖVP wegen ständiger Missbilligung der Justiz, da dies den Rechtsstaat angreifen würde.
Am 22. September 2021 wurde bekannt, dass Sebastian Kurz am 3. September 2021 in der Causa Falschaussage als Beschuldigter von einem Richter im Beisein eines WKStA-Staatsanwaltes und seines Anwaltes einvernommen wurde.
Am 6. Oktober 2021 gab es im Kanzleramt, in der ÖVP-Zentrale in der Wiener Lichtenfelsgasse und im Bundesministerium für Finanzen Hausdurchsuchungen. Grund dafür waren unter anderem der Verdacht auf Untreue als Beteiligter sowie auf Bestechlichkeit als Beteiligter gegen Sebastian Kurz. Außerdem wurden weitere Personen aus dem direkten Umfeld des Kanzlers, namentlich der ehemalige Generalsekretär und Kabinettschef des Finanzministeriums sowie ehemalige ÖBAG-Chef Thomas Schmid, der Ex-ÖVP-Generalsekretär Stefan Steiner, der Pressekoordinator der ÖVP-Ministerien und Ex-Pressesprecher des Kanzleramts Johannes Frischmann, der Vize-Kabinettschef des Kanzleramts Gerald Fleischmann, beschuldigt, Korruptionsdelikte begangen zu haben. Außerdem als Beschuldigte geführt wurden unter anderen die ehemalige ÖVP-Familienministerin und nunmehrige Meinungsforscherin Sophie Karmasin, die Medienmacher Helmuth und Wolfgang Fellner, dessen Mediengruppe Österreich, die oe24 GMBH und die Bundes-ÖVP. Angesichts der gegen ihn erhobenen Vorwürfe gab Kurz am 9. Oktober 2021 seinen Rücktritt vom Amt des Bundeskanzlers bekannt. Der grüne Koalitionspartner bestritt seine politische Handlungsfähigkeit und hatte das zur Bedingung für eine weitere Zusammenarbeit gemacht. Kurz kündigte an, Klubobmann im Nationalrat werden zu wollen und Parteiobmann der ÖVP zu bleiben.
Nach Angelobung von Alexander Schallenberg als Bundeskanzler der Bundesregierung Schallenberg am 11. Oktober 2021 wurde Sebastian Kurz zum Klubobmann des ÖVP-Parlamentsklubs und August Wöginger zum ersten Klubobmann-Stellvertreter gewählt.
Am 14. Oktober 2021 wurde Kurz erneut als Abgeordneter zum Nationalrat angelobt; er übernahm das Mandat von Irene Neumann-Hartberger.
Am selben Tag beantragte die WKStA beim Nationalrat, Kurz’ Immunität aufzuheben, um die Ermittlungen gegen ihn weiterführen zu können. Nach der Einleitung eines entsprechenden Verfahrens durch den Immunitätsausschuss des Nationalrates wurde die Immunität von Kurz am 18. November 2021 aufgehoben. Am 8. Dezember 2021 schied er aus dem Nationalrat aus, sein Mandat ging erneut an Irene Neumann-Hartberger.
Im Oktober 2022 wurde bekannt, dass Thomas Schmid Sebastian Kurz gegenüber der WKStA schwer belastet hat. Schmid sagte im Rahmen einer Vernehmung aus, dass er von Kurz den Auftrag bekommen habe, das sogenannte Beinschab-Österreich-Tool (durch Mittel des Finanzministeriums finanzierte, manipulierte Umfragen) umzusetzen.
Mit Strafantrag erhob die WKStA Mitte August 2023 erfolglos Anklage gegen Kurz wegen Falschaussage, weil er im Untersuchungsausschuss zur Ibiza-Affäre 2020 behauptet habe, in die Ernennung Schmids zum Öbag-Chef nicht involviert gewesen zu sein. Der Prozess begann am 18. Oktober 2023 am Landesgericht für Strafsachen Wien.
Das Verfahren gegen die Mitangeklagte Bettina Glatz-Kremsner wurde am ersten Prozesstag gegen die Zahlung von 104.060 Euro (160 Tagessätze) im Weg der Diversion beendet. Kurz und Bonelli blieben bei ihrer Verteidigungsstrategie.
Eine am 23. Februar 2024 erfolgte erstinstanzliche Verurteilung Kurz’ zu acht Monaten bedingter Freiheitsstrafe erwies sich im Instanzenzug am 26. Mai 2025 rechtskräftig als verfehlt, nicht aber die zugleich erfolgte Verurteilung von Bonelli zu sechs Monaten bedingter Freiheitsstrafe. Die Ermittlungen gegen Kurz in der Causa Beinschab werden aber fortgesetzt, der Freispruch hat damit nichts zu tun.

## Tätigkeiten nach der Politik
Nach seiner politischen Laufbahn übernahm Kurz 2022 einen Posten als „Global Strategist“ bei Thiel Capital in den USA.
Neben seiner Tätigkeit für US-Tech-Investor Peter Thiel gründete er die SK Management GmbH und gemeinsam mit Alexander Schütz die AS2K Beteiligungs GmbH. Am 9. Jänner 2022 wurde er zum Ko-Vorsitzenden des nichtstaatlichen Europäischen Rates für Toleranz und Versöhnung (ECTR) ernannt.
Seit 2022 arbeitet Kurz auch für den emiratischen Ölkonzern Abu Dhabi National Oil Company, für den Staatsfonds Mubadala sowie für die gemeinsam mit NSO-Gründer Shalev Hulio gegründete israelische Informationssicherheits-Firma Dream Security. Gemeinsam mit Alexander Schütz gründete er die SK Management GmbH sowie die AS2K Beteiligungs GmbH. Er unterhält Büros in Abu Dhabi, Dubai, Tel Aviv-Jaffa und Wien. Im Jahr 2022 stieß Kurz als Investor und Leiter der Geschäftsentwicklung zum israelischen Start-Up „Dream Security“.
Im Jahr 2023 wurde das Start-up nach einer Finanzierungsrunde mit 200 Millionen US-Dollar bewertet, wobei Kurz nach der Finanzierung noch rund 20 Prozent der Anteile halte.
Im Zuge der Signa-Holding-Insolvenz von Immobilien-Investor René Benko wurde bekannt, dass Kurz ein Investment von 100 Millionen Euro vermittelt hatte und dafür 2,4 Millionen Euro an Provisionen erhalten sollte. Geflossen sind 700.000 Euro, offen blieben 1,65 Millionen.
Im April 2024 wurde aufgedeckt, dass Sebastian Kurz für zwei Unternehmen der Vereinigten Arabischen Emirate tätig ist: Seit Jänner 2023 ist er Geschäftsführer und einziger Anteilseigner der Connect 2023 Management Consulting GmbH mit Sitz in Abu Dhabi. Außerdem ist er seit April 2022 Direktor der Masdar Solar & Wind Kooperation mit Sitz in Amsterdam, die im Eigentum von Masdar steht. Masdar wiederum steht im Eigentum des emiratischen Staatsfonds Mubadala. Kritisiert wurde in diesem Zusammenhang, dass Kurz erst im Juli 2021 eine strategische Partnerschaft mit den Emiraten im Bereich Wasserstoff verkündete und später ebendiese staatlichen emiratischen Unternehmen zu seinen neuen Arbeitgebern wurden. Der Standard berichtete, dass Kurz und seine engsten Vertrauten die Interessen Abu Dhabis vertreten würden. Auffällig sei die zeitliche Nähe zwischen politischen Entscheidungen und privaten Engagements. Im Sommer 2021 unterzeichnete Kurz eine Willenserklärung zur Gründung einer „Wasserstoff-Allianz“ zwischen Österreich und Abu Dhabi. Nach Kurz Rücktritt vollendete die Bundesregierung Nehammer das Projekt. Im März 2022 gab es einen Staatsbesuch in Abu Dhabi, bei dem Sultan Ahmed Al Jaber (Industrie- und Technologieminister VAE, ADNOC-Chef) und Elisabeth Köstinger (Ministerin für Landwirtschaft, Tourismus und Zivildienst Österreich) eine Erklärung unterzeichneten. Köstinger war für ausländische Energie-Deals gar nicht zuständig, die zuständige Ministerin Leonore Gewessler war in diese Causa nicht involviert. Nur wenige Wochen nach Köstingers Unterschrift im April 2022 begann Kurz Tätigkeit beim Staatsunternehmen Masdar, dessen Chef Köstingers Verhandlungspartner Al Jaber ist. Nochmals wenige Wochen später, im Mai 2022 trat Köstinger zurück. Der Vertraute und Ex-Pressesprecher von Kurz, Étienne Berchtold, ist seit August 2022 österreichischer Botschafter in Abu Dhabi. Damals war Kurz seit wenigen Monaten bei Masdar beschäftigt. Berchtolds Ernennung war umstritten, da er keine Erfahrung als Botschafter hatte. Berchtold macht seit seinem Antritt als Botschafter Werbung für Masdar.
Das Nachrichtenmagazin profil berichtete, dass Kurz im März 2024 in Österreich zwei neue Firmen (Beteiligungsgesellschaften) gründete. Die SK Beteiligungs GmbH sowie die GREG Beteiligungs GmbH, an der auch Bernhard Bonelli beteiligt ist. Anfang Oktober 2024 wurde berichtet, dass Kurz gemeinsam mit Ex-Rennfahrer Markus Friesacher, Eigentümer von Gmundner Keramik, sowie Emanuel Fussenegger, Prokurist der Seele Consulting Group GmbH von Rainer Seele, die KFF Vision Green gründete, die mit chemischen Produkten handelt, darunter AdBlue. Im Februar 2025 gründete er mit der SK Liegenschaftsbeteiligungs GmbH eine Immobilienfirma.

## Rezeption
Roger de Weck stellte fest, dass Kurz „die Themen der FPÖ bewirtschaftete und in der österreichischen Seele verankerte – bis hin zur vielsagenden Absurdität, dass Kurz und der FPÖ-Hardliner Herbert Kickl im Wahlkampf 2019 zwischendurch auf denselben Werbespruch gekommen seien: ‚Einer, der unsere Sprache spricht.‘ Das Kurz-System verkörpere damit das etablierte System, das systematisch so tut, als bekämpfe es das System“.
Luxemburgs Außenminister Jean Asselborn machte Kurz persönlich für die problematische Flüchtlingssituation an den EU-Außengrenzen verantwortlich und bezeichnete ihn im September 2020 als „Missetäter“. Kurz habe „diese erbärmliche Situation als Allererster zu verantworten“.
Der deutsche Satiriker Jan Böhmermann widmete dem Kanzler Kurz und der Kanzlerpartei in der Episode vom 7. Mai 2021 des ZDF-Magazins Royale den Titel „Türkise Autokratie“, der innerhalb einer Woche nach der Ausstrahlung auf Youtube rund 1,5 Millionen Aufrufe erzielte. Thematisiert werden ÖVP-Skandale und Aufreger der vergangenen Monate, von Chatprotokollen und Dickpics bis zum Einstieg René Benkos bei der „Krone“. Böhmermann kritisierte dort auch die unkritische Belobigung von Kanzler Kurz in einigen konservativen Zeitungen in Deutschland. Die Stuttgarter Nachrichten schrieben, dass die Sendung – angeblich – auch in Zusammenarbeit mit dem ORF, dem eine eigene Satiresendung zu diesem Thema untersagt wurde, produziert wurde.
Werner Reisinger schrieb in der Augsburger Allgemeinen, Kurz wende „immer härter“ werdende „Methoden […], Kontrolle über die Medien auszuüben“, an. Er stützte sich in seinem Artikel insbesondere auf den NEOS-Politiker und ehemaligen Herausgeber und Chefredakteur des Kuriers Helmut Brandstätter; dem zufolge sei es „vor allem Kurz’ Wille, die Medien zu kontrollieren, der ihn ‚gefährlich‘ mache“. Neben dem Einsetzen von Gefolgsleuten in hohe Positionen sprach Brandstätter von vielen weiteren Möglichkeiten der Einflussnahme und einer zunehmenden „Orbanisierung“ in der Medienpolitik. In dem entsprechenden Beitrag in der Augsburger Allgemeinen wurden weitere Journalisten zitiert, die sich ähnlich äußerten. Brandstätter sagte, dass der Moment, in dem ein Redakteur darüber nachdenke, ob er sich hinsichtlich seiner Karriere mit einer Recherche schaden könne, „der Anfang vom Ende der Pressefreiheit“ sei.
Laut der Politikwissenschaftlerin Natascha Strobl sei Kurz ein Meister des News Cycle gewesen, der Kunst des Lösens fiktiver Probleme. Das habe den Vorteil, dass „man sich nie um die Lösung echter Probleme bemühen“ müsse und man sich bei Bedarf immer „ins Rampenlicht rücken“ könne. Kurz habe „vermeintlich die Balkanroute geschlossen, den politischen Islam besiegt, der EU erklärt, wie man richtig impft, dieselbe radikale Moschee mehrfach geschlossen“. Über das politische Tagesgeschäft hinaus habe sich Kurz als „Ikone des Überpolitischen inszeniert, die nicht durch den traditionellen Formalrahmen gebunden, sondern direkt mit den Wähler:innen verbunden ist, ganz so, wie es der Schmitt’schen Einheit zwischen Führungsperson und Geführten entspricht“.

## Politische Positionen
Sebastian Kurz setzte sich als Außenminister für die Abschaffung von Kernwaffen ein und erklärte dazu: „Kernwaffen sind nicht nur eine permanente Bedrohung für die gesamte Menschheit, sondern auch ein Erbe des Kalten Krieges, das entschlossen überwunden werden muss. Ein Paradigmenwechsel in den internationalen nuklearen Abrüstungsbemühungen sei angesichts der drohenden Verbreitung von Kernwaffen überfällig.“ Er organisierte dazu im Jahr 2014 eine internationale Konferenz in Wien.
Wirtschaftspolitisch sprachen sich Kurz und die ÖVP in ihrem Wahlprogramm 2017 gegen eine Neuverschuldung Österreichs aus. Dies sollte durch die Abschaffung der kalten Progression bei allen Einkommen erreicht werden, auch eine Senkung der Lohn- und Einkommensteuer sollte umgesetzt werden. Erbschafts-, Eigentums- und Vermögenssteuern wurden abgelehnt, Bargeld als Zahlungsmittel sollte erhalten werden. Staatliche Ausgaben und Schulden sollten reduziert werden.
Ende Dezember 2018 kündigte Kurz eine nationale Digitalsteuer zur teilweisen Finanzierung einer größeren Steuerreform an, nachdem keine Einigung auf eine EU-weite Abgabe zustande gekommen war.
Die Kürzung von kleineren und mittleren Pensionen wurde von Kurz abgelehnt, Pensionsprivilegien sollten abgeschafft werden. Die Mindestsicherung hätte österreichweit auf 1500 Euro je Bedarfsgemeinschaft gedeckelt werden sollen, für Personen ohne österreichische Staatsbürgerschaft sollte es dabei gesonderte Regelungen geben.
Kurz sprach sich für eine gesetzliche und kollektivvertragliche Gleichstellung von Arbeitern und Angestellten sowie eine Flexibilisierung der Arbeitszeit aus. Unter seiner Kanzlerschaft hat die türkis-blaue Koalition im Parlament die jahrelang umstrittene Flexibilisierung der Arbeitszeit beschlossen, mit der die tägliche Höchstarbeitszeit unter bestimmten Bedingungen auf bis zu zwölf Stunden angehoben werden kann.

## Medienpolitik und Message Control
Unter Kurz wurde eine strikte Kontrolle der Kommunikation von Regierung und Ministerien installiert. Das Konzept sollte einen gemeinsamen, identisch wirkenden Außenauftritt herstellen, aus dem kein Regierungsmitglied durch individuelle Positionen hervortreten konnte. Journalisten warfen der Regierung Kurz vor, durch das Verweigern von Fragen und andere Methoden der Message Control die mediale Berichterstattung zu kontrollieren und zu beeinflussen sowie Journalisten als Publikum für Inszenierungen zu betrachten. Kurz selbst reduzierte seine Kommunikation auf kurze, oft wiederholte Sätze und Schlüsselwörter.
Kurz wurde von Ex-NEOS-Chef Matthias Strolz unterstellt, dass er ein ähnliches Wahrheitsverständnis wie Donald Trump habe. Seine Botschaften würden sich ändern, insbesondere im Wahlkampf, mit dem jeweiligen Publikum: Einmal habe er sich als Wiener präsentiert – „aus dem 12. Bezirk, aus Meidling, einem Arbeiterbezirk“ –, ein anderes Mal als Kind vom Lande – „ich komm ursprünglich aus dem Waldviertel, eine kleine Gemeinde, der Ort, wo ich herkomm’, da gibt’s ungefähr hundert Einwohner“. Die Imagepflege beinhaltete auch die Suche nach passenden Bildern zwecks Illustration von Bescheidenheit und Volksnähe. Wenn Kurz in der Business Class oder im Privatjet flog, gab es keine Fotos. Hingegen in der Economy-Class waren Bildreporter stets an seiner Seite. Insbesondere wurden häufig Propagandafotos von Fotografen der ÖVP an die Medien weitergegeben.
Hinter den Kulissen zeigte sich Kurz als kirchenkritisch und um eine Reduktion kirchlicher Privilegien bemüht, obwohl das katholische Lager zu den Hauptsäulen der ÖVP gehört. In einem Chatprotokoll vom März 2019, das der Generalsekretär der Österreichischen Bischofskonferenz, Peter Schipka, als „wirklich sehr peinlich“ beschrieb, hat Kurz auf einen Vorschlag des Generalsekretärs im Finanzministerium reagiert. Als es darum ging, u. a. kirchliche Steuerprivilegien zu reduzieren, schrieb Kurz in den Chat: „Ja super. Bitte Vollgas geben.“

## Auszeichnungen
- 2017: Ehrenbürgerschaft von Burgschleinitz-Kühnring[4]
- 2018: Ehrenpreis Jerusalem Navigator vom Europäischen Jüdischen Kongress[251]
- 2021: Freiheitspreis der Medien der Weimer Media Group[252]
- 2021: Ludwig-Erhard-Gedenkmünze in Gold vom Wirtschaftsrat der CDU[253]
- 2021: Orden der Republik Serbien am Bande durch den Präsidenten von Serbien[254]

Negativauszeichnungen
- 2021: Finalist bei Corrupt Person of the Year (OCCRP)[255]

## Kabinette
| Bundesregierung | Amt | Amtsantritt       | Amtsende          |
| --------------- | --- | ----------------- | ----------------- |
| Faymann I       | Staatssekretär für Integration im Bundesministerium für Inneres                                                       | 21. April 2011    | 16. Dezember 2013 |
| Faymann II      | Bundesminister für europäische und internationale Angelegenheiten/ Bundesminister für Europa, Integration und Äußeres | 16. Dezember 2013 | 17. Mai 2016      |
| Kern            | Bundesminister für Europa, Integration und Äußeres                                                                    | 17. Mai 2016      | 18. Dezember 2017 |
| Kurz I          | Bundeskanzler | 18. Dezember 2017 | 28. Mai 2019      |
| Kurz II         | Bundeskanzler | 7. Jänner 2020    | 11. Oktober 2021  |

## Publikationen
- Den sozialen Frieden sichern und ein »Wir-Gefühl« fördern: Österreichs Initiativen und Aktivitäten im Dialog mit Religionsgemeinschaften und Migrantencommunities. In: Oskar Deutsch (Hrsg.): Die Zukunft Europas und das Judentum. Impulse zu einem gesellschaftlichen Diskurs. Böhlau Verlag, Wien 2017, ISBN 978-3-205-20531-9, S. 123–134.
- Integration durch Leistung. In: Josef Mantl, Alexander Ochs, Marc R. Pacheco (Hrsg.): Communicating Sustainability. Böhlau Verlag, Wien 2012, ISBN 978-3-205-78817-1, S. 91–98.
- Integration, Inklusion und Diversität. In: Harald Mahrer, Dietmar Halper (Hrsg.): Urbane Lebenswelten. Verlag Noir, Wien 2012, ISBN 978-3-9503255-2-2, S. 19–24.
- Die Veränderung hat begonnen und Wie alles begann. In: Bettina Rausch, Karl Nehammer (Hrsg.): Offen für Neues. Edition Noir, Wien 2018, ISBN 978-3-9504382-2-2.
- Sebastian Kurz: Reden wir über Politik, mit Conny Bischofberger, edition a, Wien 2022, ISBN 978-3-99001-618-3.

## Film
- Projekt Ballhausplatz – Aufstieg und Fall des Sebastian Kurz, Dokumentarfilm von Kurt Langbein (2023)
- Kurz – der Film, Dokumentarfilm von Sascha Köllnreitner (2023)[256]
- Sebastian Kurz – the truth von Judith Grohmann und Jakov Sedlar (2023)[257]